# 霍恩施泰因 (图林根州)
霍恩施泰因（德語：Hohenstein，發音：[ˈhoːənˌʃtaɪn] ⓘ）是德国图林根州诺德豪森县的市镇，面积61.09平方千米，2023年12月31日人口为2,048人。第二次世界大战期间，至少有100名战俘以及来自波兰、法国和苏联的人士在當地被迫从事强迫劳动。